# Batalla de Portopí
La batalla de Portopí, també anomenada Batalla de la Porrassa, va tenir lloc a l'actual terme de Calvià, entorn del coll de la Batalla, a la Serra de Portopí, el 12 de setembre de 1229 entre l'exèrcit de Jaume el Conqueridor de la Corona d'Aragó i Abū Yahyà Muhammad ibn 'Alī ibn Abī 'Imrān al-Tinmalālī, el valí de Mallorca.
Hom creu sovint que és en aquesta batalla que el rei en Jaume va pronunciar la frase «Vergonya, cavallers, vergonya!», però en realitat ocorregué durant el Setge de Madîna Mayûrqa, quan els cavallers es negaren tàcitament a assaltar la bretxa de la muralla de la ciutat musulmana.

## Antecedents
Després d'anteriors assajos per desembarcar a terra, Jaume el Conqueridor aconseguí dia 10 de setembre desplegar les seves tropes al port de Santa Ponça. El mateix dia tengué lloc una batalla decisiva contra els musulmans vora el Puig de la Morisca, de la qual sortiren vencedors, i posteriorment acamparen allà per passar la nit.
El vespre, en tenir notícia que el governador almohade de l'illa, Abū Yahyà Muhammad, havia reagrupat ses tropes i es dirigia cap on eren, Jaume I donà ordres a les tropes de romandre alerta per evitar un atac sorpresa de l'enemic. L'exèrcit romangué a Santa Ponça fins dia 12, que va emprendre la marxa cap a la ciutat liderat per Guillem de Montcada.

## Batalla
Una vegada en marxa, l'exèrcit prengué la ruta cap a la ciutat pel coll de la Batalla (evitant el salobrar de Magaluf), on l'avançada albirà el contingent enemic que el valí Abū Yahyà Muhammad havia enviat per impedir el desembarcament a Santa Ponça i que havia arribat tard. Aquestes tropes musulmanes, que havien acampat pel redol, havien estat vistes per les naus cristianes que havien ancorat a la badia de Magaluf, les quals enviaren una barca a Santa Ponça, de manera que l'exèrcit català ja n'estava assabentat. Unes prospeccions realitzades a la zona han determinat que el campament musulmà se situà prop del lloc on hi ha les cases de Cals Saboners, vora la sortida 14 de l'autopista.
La batalla tengué lloc al dit coll, entre els pujols d'en Saragossa i de la Ginesta. Després d'uns moments de desconcert inicial, Guillem de Montcada, que comandava una de les seccions, es disposà a prendre el pujol on es trobava el campament musulmà, però morí abans de reeixir, com també el seu fill Ramon. Després d'intervenir el contingent del rei i el de Jaspert de Barberà, que havia desembarcat a la Porrassa, l'exèrcit català derrotà el musulmà, que fugí i es refugià a la Serra de Portopí.
Vençuda la batalla, el rei es va apressar per marxar cap a la ciutat, per evitar que els musulmans tenguessin temps per preparar-se pel setge. Acamparen a l'alqueria de Bendinat, on reteren honors fúnebres als Montcada.

## Conseqüències
La victòria va obrir el camí a les hosts de Jaume I per començar el Setge de Madîna Mayûrqa, una vegada derrotats tots els contingents enviats per evitar el desembarcament i l'arribada al pla de la ciutat.

## Memòria
De vora de la sortida 14 de l'autopista, entre Cals Saboners i la zona urbana de Palmanova, se situa la Creu dels Montcada, bastida el 1929 en commemoració del 700è centenari de la Conquista en record de Guillem de Montcada i los seus, que moriren en aquell indret.
A l'altra part del coll i com a part dels actes del mateix centenari, vora el camí de Son Pillo, es va bastir una capella que commemorava el lloc on, segons creença popular, es va dir la primera missa de la nova era cristiana, oficiada pel bisbe de Barcelona Berenguer de Palou. La dita capella, d'estil neoromànic, s'anomena Capella de la Pedra Sagrada.